# Drepanophora verrucosa
Drepanophora verrucosa is een mosdiertjessoort uit de familie van de Lepraliellidae. De wetenschappelijke naam van de soort is voor het eerst geldig gepubliceerd in 1986 door Winston & Heimberg.